# Фабио Кваљарела
Фабио Кваљарела (итал. Fabio Quagliarella; Кастеламаре ди Стабија, 31. јануар 1983) бивши је италијански фудбалер који је играо на позицији нападача.
Током каријере играо је углавном за италијанске фудбалске клубове, међу којима су Торино, Фјорентина, Асколи, Сампдорија, Удинезе и Наполи. Са торинским Јувентусом је освојио три узастопне титуле шампиона Серије А, играо једно финале купа Италије и освојио два суперкупа.
Играо је за млађе репрезентације Италије од 18 до 21 године, а за сениорски тим је дебитовао 2007. године. Наступао је на два велика такмичења, прво на Европском првенству 2008, а касније и на Светском првенству 2010. године. У дресу фудбалске репрезентације Италије постигао је укупно девет голова.
Током сезоне 2018/19. био је стрелац на 11 узастопних утакмица и тако изједначио рекорд Габријела Батистуте, што му је касније помогло да добије признања за најбољег стрелца и најбољег нападача Серије А те сезоне.

## Клупска каријера

### Почетак каријере
Каријеру је почео у омладинском тиму Торина. Прву утакмицу одиграо је 14. маја 2000. године кад је у првенственој победи против Пјаченце 2:1 ушао са клупе. Следеће сезоне (2001/02.) наступио је још четири пута за торински клуб у Серији А. На лето 2002. године позајмљен је Фјорентини која је у том тренутку играла у Серији Ц2. У тој сезони доказао је свој квалитет, али због слабих реализаторских способности успио је да постигне само један гол. Тадашњи тренер Виоле одлучио је да га врати Торину, који га је поново позајмио, члану Серије Ц1 – Кјети.
У сезони 2003/04. добио је више прилике за игру и у 32 наступа постигао је 17 голова те га је Торино, који је исте сезоне испао у Серију Б, вратио са позајмице. Са седам постигнутих голова у 34 утакмице и још једним голом у доигравању за улазак у Серију А против Асколија помогао је екипи да се врати у Серију А, али због финансијских проблема Торино је и даље остао у другом рангу италијанског фудбала.

### Удинезе, Асколи и Сампдорија
Удинезе је довео Кваљарелу у лето 2005. године и одмах продао пола уговора Асколију, који је ушао у прву лигу уместо Торина. 21. децембра 2005. постиже свој први гол у Серији А и једини у тој утакмици у победи против Тревиза 1:0.
Након само једне сезоне у Асколију позајмљен је Сампдорији која откупљује пола његовог уговора од Асколија. У Сампдорији те сезоне у првенству из 35 наступа постиже 13 голова, од чега неколико заиста прелепих. Уз тих 13 голова у првенству постигао је још један у Купу Италије.
Удинезе је 21. јула 2007. године откупио цео Кваљарелин уговор. У прву сезону је лошије ушао, али се након неког времена вратио на ниво игре какав је имао у Сампдорији. Прве сезоне у Удинезеу постигао је 12 погодака. Следеће сезоне у првенству је постигао 13 голова, којима је додао и осам голова из Купа УЕФА. Добрим наступима осигурао је позив у репрезентацију Италије. У првој утакмици четвртфинала Купа УЕФА је био једини стрелац за Удинезе у поразу свог тима од Вердер Бремена 3:1. Удинезе је у другој утакмици, упркос Фабијева два постигнута гола, одиграо нерешено 3:3, па није успео да се пласира у полуфинале.

### Наполи
У Наполи је стигао у лето 2009. године, из Удинезеа. Наполи је за њега платио 16.000.000 евра. Тада је постао и најплаћенији играч Наполија. У нападу је за саиграча имао Езекијела Лавезија са којим је одлично сарађивао. Сезоне 2009/2010. постигао је 11 погодака за клуб из родног града и тиме је помогао Наполију да дође до 6. места на табели и квалификација за Лигу Европе. Задњу утакмицу за Наполи је одиграо против Елфсборга у победи свог тима од 1:0. У реванш утакмици није улазио у игру, а у нападу је Лавези играо са новим партнером Единсоном Каванијем, нападачем који је то лето стигао у Наполи из Палерма.

### Јувентус
Неколико дана пре краја прелазног рока, тачније 27. августа Кваљарела се вратио у Торино, али овога пута је потписао за италијанског гиганта Јувентус. Наполи га је позајмио Јувентусу за 4.500.000 евра, уз право откупа уз још 10.500.000. Навијачи нису могли прихватити да је њихов миљеник отишао у Јувентус, једног од већих ривала Наполија, па су га прогласили издајицом. За Јувентус није могао наступати у Лиги Европе јер је у квалификацијама већ играо за Наполи. У Јувентусу се одлично снашао, и постао је један од главних играча и најбољи стрелац клуба те јесени са 9 постигнутих погодака на 17 утакмицама. Након што је био миљеник навијача напуљских, доласком у Јувентус убрзо је својим играма и головима постао миљеник јувентусових навијача, који су му дали и надимак Ета Бета због одличних голова које је постигао.

#### Сезона 2010/11.
Кваљарела је у доброј форми започео своју прву сезону у Јувентусу. Након репрезентативних обавеза на две узастопне утакмице у Серији А је био стрелац и то на спектакуларној утакмици против Сампдорије и убедљивој победи над Удинезеом. Тада је Јувентус победио резултатом 4:0 у гостима, а Кваљарела је постигао сјајан гол петом на асистенцију Милоша Красића. У наставку сезоне је поново направио добру серију голова, и то на три узастопне утакмице, и тако практично постигао три гола за 12 дана. Био је стрелац против Милана (Јувентус победио у гостима са 2:1), Чезене (Јувентус победио на свом терену са 3:1), и против Бреше (Јувентус одиграо нерешено 1:1).
Јувентус је јесењи део сезоне завршио на добром другом месту, иза Милана. 6. јануара у утакмици против Парме, након 10-ак минута игре Кваљарела је тешко повредио колено. Пропустио је остатак сезоне, а његовом повредом све је кренуло низбрдо за Јувентус који је на крају завршио на разочаравајућем 7. месту. Упркос повреди Јувентус је купио Кваљарелу за 10.500.000 евра, које ће отплатити у следеће три године.

#### Сезона 2011/12.
Кваљарела је након опоравка од тешке повреде почео играти ретко. Како се сезона одмицала Фабио је све више играо па је свој први погодак у новој сезони постигао у 2:0 победи против Новаре. Поново је за Фабиа била несрећна прва утакмица у новој години, 8. јануара 2012. Кваљарела је у утакмици против Лечеа задобио ударац у главу, и пукла му је јагодична кост.
Вратио се крајем јануара на фудбалски терен те је након неколико утакмица поново стигао до места у почетном саставу. 18. фебруара 2012. у утакмици против Катаније на домаћем терену Јувентус је победио резултатом 3:1, а Фабио је постигао 3. Јувентусов погодак на утакмици у 81. минуту и свој други у сезони.
Јувентус је на домаћем терену 1. априла 2012. победио Наполи, а Кваљарела је у тој утакмици постигао свој трећи погодак те сезоне у 83. минуту утакмице. Био је то уједно и трећи погодак на утакмици у којој је Јувентус славио са 3:0. Алесандро дел Пјеро је додао лопту Фабију на 20-ак метара од гола, да би он снажним ударцем поред саме стативе савладао Моргана де Сантиса који је био немоћан на голу. Кваљарела је тако дао гол свом бившем клубу са којим се није растао на најбољи начин, али и наговестио је да се полако враћа у голгетерску форму након повреде.
Након што је Милан изгубио на домаћем терену од Фјорентине резултатом 2:1, Јувентус је преузео врх табеле Серије А са једним бодом предности у односу на миланску екипу победом на Сицилији против Палерма од 2:0, а Кваљарела се уписао у стрелце у 69. минуту сусрета када је дао свој 4 лигашки погодак у сезони на асистенцију Матрија. Фабио је тако по први пут у сезони дао гол на гостујућем терену и по први пут у сезони дао гол на две узастопне утакмице.
Јувентус је у 37. колу победио на гостовању код Каљарија, који је тада играо у Трсту, резултатом 2:0. Кваљарела на игру у тој утакмици није улазио, али тада је освојио свој први трофеј у каријери, и након утакмице изјавио је како је то његово прво право славље у каријери.

#### Сезона 2012/13.
Кваљарела је учествовао на представљању нових дресова за наредну сезону, а на прес конференцији носио је нову тренинг одећу какву ће Јувентус имати те сезоне. У првој припремној утакмици, 16. јула 2012. против Агревилеа, откривено је да ће Кваљарела носити број 27 какав је носио у претходним клубовима и у репрезентацији.
Дана 19. септембра 2012. Кваљарела постиже свој први погодак у Лиги Шампиона против лондонског Челсија. Јувентус је губио 2:1 код европског шампиона, а Фабио је добио прилику играти само 10-ак минута но након сјајне асистенције Маркизиа погодио је кроз ноге голмана Петра Чеха и донео свом клубу врло важну дозу самопоуздања за наставак такмичења у коме нису играли три године до тада. Три дана касније након гола у Лондону, Кваљарела добија по први пут у новој сезони прилику од првог минута и одлично је користи. Јувентус је захваљујући Кваљарели победио Кјево 2:0, а Фабио је био двоструки стрелац. Прво је фантастично погодио маказицама након корнера са десне стране, да би само неколико минута касније повећао вођство свог клуба.
Фабио је постигао свој први хет-трик у каријери 10. новембра 2012. на гостујућој победи Јувентуса код Пескаре од 6:1. Сва три гола су била мајсторска, од којих су 'маказице' након центаршута из корнера проглашене другим најбољим поготком Серије А у 2012. години по избору навијача, а тиме се Кваљарели само учврстила репутација постизања невероватних погодака. Само неколико дана раније Фабио је забио у Лиги Шампиона против данског Нордсјиланда. Са чак 4 поготка у само неколико дана Фабио постаје најбољи стрелац Јувентуса и у Европи и у домаћем првенству са мизерном минутажом у односу на друге нападаче, а своју добру голгетерску форму употпуњује водећим поготком против тадашњег првака Европе, лондонског Челсија.

### Повратак у Торино
Дана 17. јула 2014, Кваљарела је потписао трогодишњи уговор са Торином у износу од 3,5 милиона евра.

#### Сезона 2014/15.
Први гол након повратка у Торино је постигао у трећем колу квалификација за Лигу Европе из пенала против Бромапојкарне. У свом првом мечу у Серији А против Интера, изнудио је пенал након фаула Немање Видића, али га је Марсело Ларондо промашио, па је утакмица завршена без голова. Дана 24. септембра, Кваљарела је постигао свој први гол у Серији А за Торино и то против Каљарија у победи свог тима од 2:1. Већ у наредном колу је обезбедио реми од 1:1 свом тиму против Фјорентине. Првим голом у групној фази Лиге Европе сезоне 2014/15. против Копенхагена и то из пенала у 94. минуту је донео победу свом тиму. Три дана касније против Наполија је постигао водећи гол за Торино асистенцијом Николе Максимовића, али је Наполи преокренуо головима Инсињеа и Каљехона. На том мечу је Кваљарела добио и жути картон због симулирања прекршаја у казненом простору противника. Већ у следећем колу Кваљарела је још једном одлучио утакмицу голом главом у 62. минуту против Удинезеа. Свој низ од пет узастопних утакмица на којима је постигао гол прекинут је у Лиги Европе против Хелсинкија када је добио и жути картон. У другој утакмици против финског клуба Кваљарела је постигао гол који није био довољан за бодове пошто је Торино изгубио меч са 2:1.
Први погодак у 2015. години постигао је у победи у гостима против Чезене од 3:2. Први хет-трик за Торино у Серији А постигао је 1. фебруара против Сампдорије, а већ у следећем колу је поново био стрелац и то из пенала против Вероне. Кваљарела је још једним голом из пенала значајно помогао свом тиму у другој утакмици шеснаестине финала против Атлетик Билбаоа. Торино је славио са 3:2 пошто је у првој утакмици резултат био 2:2. Касније је у осмини финала Торино елиминисан у двомечу од Зенита. Дана 8. марта постигао је главом гол на утакмици против Удинезеа, а скоро месец дана касније против Аталанте из слободног ударца. Оба поготка су били први на мечу. Након још једног гола из пенала и то против Сасуола Кваљарела је постигао одлучујући погодак против Јувентуса у торинском дербију у којем је његов тим победио градског ривала после 20 година. Сезону је завршио са 17 голова из 46 утакмица.

#### Сезона 2015/16.
Кваљарела је сезону почео успешно постигавши по гол на прве две утакмице у лиги против Фрозинонеа и Фјорентине. Торино је победио на обе утакмице. Дана 20. септембра 2015. је са два поготка у првом полувремену одвео свој тим до победе против Кваљарелиног бившег и будућег клуба Сампдорије. Последњи гол у дресу Торина пре преласка у Сампдорију, Кваљарела је постигао 6. јануара 2016. у поразу свог тима од Наполија.

### Повратак у Сампдорију
Након контроверзних ситуација и сукоба са навијачима Торина на утакмици против Наполија, отишао је на позајмицу у Сампдорију са могућности откупљивања. Први гол постигао је у поразу свог тима од Интера 3:1.

#### Сезона 2016/17.
Након доброг старта сезоне и постигнутим головима против Аталанте у другом колу на домаћем и Роме у трећем колу на гостујућем терену, Кваљарела је са Сампдоријом играо меч против Интера. Сампдорија је успела да се одбрани у опасним акцијама Интера, Марцело Брозовић је у једној од њих погодио пречку, и успела да победи резултатом 1:0, а стрелац јединог гола је био Кваљарела у 44. минуту.
Свој 100. гол у Серији А постигао је 20. новембра 2016, на 343. утакмици, асистирао му је Луис Муријел у преокрету против Сасуола 3:2. Нови уговор је потписао 13. јануара 2017, који важи до јуна 2019, а крајем 2018. године га је продужио за још годину дана.
На почетку другог дела сезоне постигао је гол на три узастопне утакмице у Серији А. У 30. колу Сампдорије ја поново изненадила Интер и победила, овога пута као гост, а јунак је још једном био Кваљарела који је голом из пенала у завршници утакмице донео победу Сампдорији. У самој завршници лиге Кваљарела је био веома ефикасан пошто је на последње три утакмице дао чак четири гола, укључујући и меч против Лација на којем је виђено чак 10 голова (резултат 7:3 за Лацио).

#### Сезона 2017/18.
Први меч у новој сезони Сампдорија је играла против Беневента, а Кваљарела је донео победу свом тиму постигавши оба гола. И у другом колу је био стрелац постигавши други гол из пенала, а на том мечу је добио и жути картон у надокнади меча. И трећу утакмицу заредом успео је да се упише у стрелце након што је донео изједначење Сампдорији у гостима против бившег клуба Торина, на крају меча је било 2:2. У завршници утакмице имао је још две шансе да постигне погодак, али није успео. Дана 9. децембра 2017. године је у првих 19 минута постигао два гола у ремију Сампдорије против Каљарија. У одложеном мечу трећег кола који је одигран касније, 24. јануара наредне године, Кваљарела је у надокнади првог полувремена постигао гол из пенала. Резултат на крају меча је био 1:1 пошто је Един Џеко постигао такође гол у надокнади, али другог полувремена.
Дана 21. јануара 2018. је постигао хет-трик у победи против Фјорентине 3:1 и у том тренутку поставио лични рекорд у Серији А по головима у сезони са 15 погодака.
Сезону 2017/18. је завршио са 19 голова на 35 лигашких утакмица.

#### Сезона 2018/19.
Наредне сезоне, 2. септембра 2018, постигао је спектакуларан трећи гол против Наполија за који је касније рекао да му је најбољи у каријери. Овај гол је био један од 10 кандидата за најлепши гол године (Награда Ференц Пушкаш), али касније није ушао у ужи избор. На истој утакмици је био асистент код другог гола која је завршена резултатом 3:0.
Био је стрелац на мечу против Лација, на ком су виђена два гола у надокнади другог полувремена. Кваљарела је постигао први гол на тој утакмици, а коначан резултат био је 2:2. У претпоследњем колу у 2018. години постигао је још један гол петом у победи против Кјева 2:0. У мечу против бившег клуба, торинског Јувентуса, постигао је погодак из пенала. Утакмица, коју су обележиле одлуке ВАР технологије јер је због офсајда поништен гол Сампдорији у 92. минуту, завршена је резултатом 2:1.
Тренер Сампдорије, Марко Ђампаоло, има веома позитивно мишљење о Кваљарели па је након победе над Пармом рекао да „Кваљарелу треба да заштити Унеско”.
У 22. колу Серије А, 26. јануара 2019, постигао је два гола, оба из пенала и тако изједначио рекорд Габријела Батистуте од 11 узастопних утакмица у којима је постигао гол у Серији А, конкретно 14. Ту серију је прекинуо пораз од Наполија у наредном колу. Након поменутог меча, Кваљарела је надмашио Кристијана Вијерија и стигао до 28. места на вечној листи стрелаца Серије А са 143 постигнута поготка. Након три меча без гола, уписао се у листу стрелаца у 25. колу против Каљарија и то поново „са беле тачке”. На утакмици против СПАЛ-а је постигао два гола у првих једанаест минута утакмице, а касније је погодио и стативу и пречку тако да је пропустио прилику да постигне још један хет-трик. Сампдорија је тај меч на крају добила резултатом 2:1. У градском дербију против Ђенове, 14. априла, је постигао гол из пенала уз асистенцију за Грегоара Дефрела. Након те утакмице Фабио се захвалио публици на подршци и изјавио да је задовољан својом формом и да планира да каријеру заврши у Сампдорији. Свој 23. гол у сезони, 150. у Серији А, постигао је у поразу од Лација у којем је цело полувреме Сампдорија играла са играчем мање. У 35. колу Сампдорија је ремизирала са Пармом 3:3, а Кваљарела је постигао два поготка, један из пенала, осми у сезони, а други после грешке одбране Парме. Сезону је завршио са 26 голова на 37 наступа у Серији А, чиме је добио награду за најбољег стрелца и најбољег нападача сезоне, а забележио је и два наступа у Купу Италије.

#### Сезона 2019/20.
Сампдорија је одиграла меч шеснаестине финала купа Италије против Кротонеа и добила тај меч резултатом 3:1, а Кваљарела је свој први гол у новој сезони постигао из пенала. Прву утакмицу и први гол у Серији А у новој сезони забележио је на утакмици против Сасуола коју је Сампдорија убедљиво изгубила са 4:1. На том мечу Кваљарела је такође добио и жути картон, три минута пре него што је постигао гол, такође из пенала. Након девет везаних утакмица без поготка, Кваљарела је постигао два и забележио асистенцију за Гастона Рамиреза у занимљивој утакмици на којој је Каљари однео победу голом у 96. минуту за 4:3.
Први наступ у 2020. години забележио је против Милана који је завршен резултатом 0:0. То је била и прва утакмица коју је Златан Ибрахимовић одиграо у дресу Милана након повратка у клуб. Кваљарела се први пут у новој години уписао у листу стрелаца на мечу против Бреше 12. јануара када је са два поготка проглашен играчем утакмице. Сампдорија је после преокрета дошла до победе од 5:1. Против Наполија је постигао леп гол волеј ударцем који резултатски није могао да помогне Сампдорији јер је изгубила са 4:2. Већ у наредном мечу осигурао је победу против још једног бившег клуба, Торина. Постигао је пенал након што га је Армандо Ицо вукао за дрес због чега је добио и црвени картон. Пре тога је асистирао Гастону Рамирезу за други гол. Утакмица је завршена резултатом 3:1 за Сампдорију. У 26. колу Серије А, донео је битну победу Сампдорији над Вероном. Иако је Верона дошла до предности и задржала је до полувремена, Кваљарела је поготком из прве у 77. и голом из пенала у 86. минуту поставио коначан резултат утакмице 2:1.
Након паузе услед пандемије вируса корона, Кваљарела је доживео повреду, тако да је пропустио шест утакмица. На терен се вратио после нешто више од четири месеца и то на утакмици против Удинезеа на којој је постигао гол у надокнади првог полувремена волеј ударцем. Сампдорија је тај меч добила резултатом 3:1. Био је један од најзаслужнијих играча на утакмици против Парме где је Сампдорија након преокрета славила са 3:2 као гост. Кваљарела је најпре постигао квалитетан гол са ивице казненог простора, а затим је асистирао Федерику Бонацолију.

#### Сезона 2020/21.
Први гол у новој сезони Кваљарела је постигао у другом колу против Беневента. Тај меч је Сампдорија изгубила као домаћин са 3:2. Већ у наредном колу постигао је још један гол и то из пенала против Фјорентине, када је Сампдорија успела да у гостима слави са 2:1. Након репрезентативне паузе, Сампдорија је убедљиво победила Лацио са 3:0, а управо је Кваљарела био први који је постигао гол на утакмици. Већ у наредном колу против Аталанте постигао је квалитетан гол смештањем лопте под пречку. На тај начин је у 13. минуту постигао први од три гола Сампдорије. Дана 1. новембра Кваљарела је прекинуо свој низ од четири узастопне утакмице у којима је био стрелац, а његов тим је прекинуо низ од три узастопне победе — одиграли су нерешено са Ђеновом 1:1. Дана 30. новембра је постигао други гол за Сампдорију у ремију против Торина од 2:2. На утакмици против Кротонеа постигао је трећи гол у победи свог тима од 3:1. У последњој утакмици у 2020. години Сасуоло је савладао Сампдорију резултатом 3:2 у гостима, а Кваљарела је постигао гол са ивице шеснаестерца за 1:1.
Дана 14. фебруара 2021. године је постигао одлучујући гол за победу против Фјорентине од 2:1. Тачно месец дана касније Сампдорија је поражена од Болоње резултатом 3:1, а Кваљарела је постигао једини гол за Сампдорију на тој утакмици. На утакмици 3. априла против Милана Кваљарела је искористио грешку Теа Ернандеза и лобовао Донаруму. Меч се завршио нерешеним резултатом 1:1. До краја сезоне је постигао два победоносна гола за Сампдорију — у 32. колу против Кротонеа и у 37. колу против Удинезеа. Обе утакмице су завршене резултатом 1:0 и обе утакмице је Сампдорија добила у гостима. Такође је постигао гол у убедљивој победи над Пармом у последњем колу. Сампдорија је сезону завршила на деветом месту са 52 поена, a Кваљарела 13 постигнутих голова.

#### Сезоне 2021/22. и 2022/23.
Прву утакмицу у новој сезони одиграо је у купу Италије, када је у неизвесном мечу против Алесандрије постигао погодак петом. То је био његов 100. гол за Сампдорију. Први гол у Серији А је постигао и пенала у ремију против Удинезеа. У другом колу купа Италије против Торина је такође постигао гол из пенала. На утакмици против Емполија је постигао оба гола за Сампдорију и на тај начин спасао свој тим опасне зоне, попевши га на 15. место на табели. У претпоследњем колу против Фјорентине Кваљарела је дошао до изражаја пошто је лобовао голмана Терачана. Фјорентина је убедљиво поражена што је значило да следеће сезоне неће играти европско такмичење.
У наредној сезони Кваљарела није толико играо колико у претходним, а разлози за то су били пад форме, велики број утакмица на којима је улазио са клупе и повреда колена због које је паузирао месец дана и пропустио четири утакмице Серије А. Први и једини гол у сезони постигао је у 36. колу у поразу од Милана од 5:1.

## Репрезентативна каријера
Кваљарела је играо за млађе селекције репрезентације Италије (Azzurrini) од 2000. до 2005. године. За репрезентацију до 17 година дебитовао је 5. септембра 2000. против Словачке. Наредне сезоне је наступао за репрезентацију до 19 година у квалификацијама за Европско првенство 2002. у том узрасту.
Пошто је имао сјајну сезону 2006/07. у Сампдорији, позван је у сениорски тим Италије за пријатељску утакмицу против репрезентације Румуније али је утакмица одложена због нереда италијанских навијача.
Ипак за репрезентацију је дебитовао против Шкотске у квалификацијама за Европско првенство 2008, ушавши у игру уместо Луке Тонија. Италија је тај меч добила резултатом 2:0. Дана 6. јуна 2007, у Каунасу, је први пут био стартер у квалификацијама за Европско првенство 2008. у мечу против Литваније на ком је постигао два гола. Трећи гол за репрезентацију је постигао 6. фебруара 2008. године против Португалије на пријатељској утакмици. Ово је био 1200. гол репрезентације Италије. Роберто Донадони га је уврстио у тим за Европско првенство 2008. на ком је одиграо једну утакмицу и то против Румуније ушавши као измена уместо Алесандра дел Пјера. Италија је касније поражена у четвртфиналу од Шпаније.
Кваљарела је био у саставу Италије у Купу конфедерација 2009. када је тренер био Марчело Липи. Једини меч је одиграо у поразу од Египта резултатом 1:0. Италија је те године испала у групној фази турнира.
Такође је учествовао на Светском првенству 2010. пошто га је Марчело Липи уврстио у екипу. Постигао је гол у ремију против Швајцарске 1:1, која је била пријатељска утакмица пред Светско првенство. На последњој утакмици у групној фази против Словачке је ушао на терен уместо Ђенара Гатуза, када је Италија губила резултатом 1:0. Упркос његовој веома доброј партији и постигнутом голу у надокнади времена, Италија је изгубила 3:2. Иако је репрезентација била на удару критика због неочекиваног пораза, Кваљарела је био похваљен за квалитетну игру.
Под вођством новог селектора, Чезареа Пранделија, био је на списку за квалификације за Европско првенство 2012. Кваљарела је постигао четврти гол у победи над Фарским Острвима 5:0. Касније је у утакмици против Румуније постигао изједначујући гол поставивши коначних 1:1.
Добио је позив за репрезентацију када је Антонио Конте постао селектор Италије за пријатељску утакмицу против Холандије и утакмице у квалификацијама за Европско првенство 2016. против Азербејџана и Норвешке али није улазио у игру.
Након одличних партија у Сампдорији током сезоне 2018/19, добио је позив од стране Роберта Манчинија за тренинге пред квалификације за Европско првенство 2020, а касније и за саме утакмице квалификација против Финске и Лихтенштајна. На мечу против Финске, 23. марта 2019. године ушао је са клупе у 79. минуту и тако након чак 3.048 дана поново заиграо за репрезентацију. У следећем колу против Лихтенштајна је забележио свој први старт за репрезентацију још од квалификација за Светско првенство 2010. Постигао је два поготка из пенала и тако постао најстарији стрелац у дресу репрезентације Италије са 36 година и 54 дана.

## Приватни живот
Кваљарела носи на дресу број 27 у част свом бившем саиграчу Николу Галију који је носио тај број. Гали је погинуо у саобраћајној несрећи 2001. године.
У интервјуу 2017, Кваљарела је открио да је имао проблема са прогонитељем који му је претио смрћу и да је то један од главних разлога зашто је напустио Наполи. Десет година касније, установљено је да је то био Рафаеле Пиколо који је добио казну од 4,5 година затвора.

## Статистика каријере

### Клупска
Ажурирано 4. јуна 2023.
| Клуб              | Сезона            | Лига              | Лига     | Лига   | Куп      | Куп    | Европа   | Европа | Укупно   | Укупно |
| Клуб              | Сезона            | Дивизија          | Утакмице | Голови | Утакмице | Голови | Утакмице | Голови | Утакмице | Голови |
| ----------------- | ----------------- | ----------------- | -------- | ------ | -------- | ------ | -------- | ------ | -------- | ------ |
| Торино            | 1999/00.          | Серија А          | 1        | 0      | 0        | 0      | —        | —      | 1        | 0      |
| Торино            | 2000/01.          | Серија Б          | 0        | 0      | 0        | 0      | —        | —      | 0        | 0      |
| Торино            | 2001/02.          | Серија А          | 4        | 0      | 0        | 0      | —        | —      | 4        | 0      |
| Торино            | Укупно            | Укупно            | 5        | 0      | 0        | 0      | –        | –      | 5        | 0      |
| Фјорентина        | 2002/03.          | Серија Ц2         | 12       | 1      | 3        | 0      | —        | —      | 15       | 1      |
| Кјети             | 2002/03.          | Серија Ц1         | 11       | 2      | 0        | 0      | —        | —      | 11       | 2      |
| Кјети             | 2003/04.          | Серија Ц1         | 32       | 17     | 4        | 0      | —        | —      | 36       | 17     |
| Кјети             | Укупно            | Укупно            | 43       | 19     | 4        | 0      | —        | —      | 47       | 19     |
| Торино            | 2004/05.          | Серија Б          | 36       | 8      | 4        | 2      | —        | —      | 40       | 10     |
| Асколи            | 2005/06.          | Серија А          | 33       | 3      | 0        | 0      | —        | —      | 33       | 3      |
| Сампдорија        | 2006/07.          | Серија А          | 35       | 13     | 7        | 1      | —        | —      | 42       | 14     |
| Удинезе           | 2007/08.          | Серија А          | 37       | 12     | 2        | 0      | —        | —      | 39       | 12     |
| Удинезе           | 2008/09.          | Серија А          | 36       | 13     | 1        | 0      | 11       | 8      | 48       | 21     |
| Удинезе           | Укупно            | Укупно            | 73       | 25     | 3        | 0      | 11       | 8      | 87       | 33     |
| Наполи            | 2009/10.          | Серија А          | 34       | 11     | 2        | 0      | —        | —      | 36       | 11     |
| Наполи            | 2010/11.          | Серија А          | 0        | 0      | 0        | 0      | 1        | 0      | 1        | 0      |
| Наполи            | Укупно            | Укупно            | 34       | 11     | 2        | 0      | 1        | 0      | 37       | 11     |
| Јувентус          | 2010/11.          | Серија А          | 17       | 9      | 0        | 0      | 0        | 0      | 17       | 9      |
| Јувентус          | 2011/12.          | Серија А          | 23       | 4      | 4        | 0      | —        | —      | 27       | 4      |
| Јувентус          | 2012/13.          | Серија А          | 27       | 9      | 1        | 0      | 7        | 4      | 35       | 13     |
| Јувентус          | 2013/14.          | Серија А          | 17       | 1      | 2        | 1      | 4        | 2      | 23       | 4      |
| Јувентус          | Укупно            | Укупно            | 84       | 23     | 7        | 1      | 11       | 6      | 102      | 30     |
| Торино            | 2014/15.          | Серија А          | 34       | 13     | —        | —      | 12       | 4      | 46       | 17     |
| Торино            | 2015/16.          | Серија А          | 16       | 5      | 2        | 0      | —        | —      | 18       | 5      |
| Торино            | Укупно            | Укупно            | 50       | 18     | 2        | 0      | 12       | 4      | 64       | 22     |
| Сампдорија        | 2015/16.          | Серија А          | 16       | 3      | —        | —      | —        | —      | 16       | 3      |
| Сампдорија        | 2016/17.          | Серија А          | 37       | 12     | 1        | 0      | —        | —      | 38       | 12     |
| Сампдорија        | 2017/18.          | Серија А          | 35       | 19     | 1        | 0      | —        | —      | 36       | 19     |
| Сампдорија        | 2018/19.          | Серија А          | 37       | 26     | 2        | 0      | —        | —      | 39       | 26     |
| Сампдорија        | 2019/20.          | Серија А          | 28       | 11     | 1        | 1      | —        | —      | 29       | 12     |
| Сампдорија        | 2020/21.          | Серија А          | 33       | 13     | 0        | 0      | —        | —      | 33       | 13     |
| Сампдорија        | 2021/22.          | Серија А          | 33       | 4      | 2        | 2      | —        | —      | 35       | 6      |
| Сампдорија        | 2022/23.          | Серија А          | 23       | 1      | 2        | 0      | —        | —      | 25       | 1      |
| Сампдорија        | Укупно            | Укупно            | 242      | 89     | 9        | 3      | —        | —      | 251      | 92     |
| Укупно у каријери | Укупно у каријери | Укупно у каријери | 647      | 210    | 41       | 7      | 35       | 18     | 723      | 235    |

### Репрезентативна
Ажурирано 11. јуна 2019.
| Репрезентација | Година | Наступи | Голови |
| -------------- | ------ | ------- | ------ |
| Италија        | 2007   | 7       | 2      |
| Италија        | 2008   | 3       | 1      |
| Италија        | 2009   | 7       | 0      |
| Италија        | 2010   | 8       | 4      |
| Италија        | 2019   | 3       | 2      |
| Укупно         | Укупно | 28      | 9      |

### Голови за репрезентацију
Ажурирано 26. марта 2019.
| #  | Датум              | Стадион                                             | Противник     | Гол   | Резултат | Такмичење                 | Реф.    |
| -- | ------------------ | --------------------------------------------------- | ------------- | ----- | -------- | ------------------------- | ------- |
| 1. | 6. јун 2007.       | Стадион Дариус и Гиренас, Каунас, Литванија         | Литванија     | 1 : 0 | 2 : 0    | Квалификације за ЕП 2008. | [ 136 ] |
| 2. | 6. јун 2007.       | Стадион Дариус и Гиренас, Каунас, Литванија         | Литванија     | 2 : 0 | 2 : 0    | Квалификације за ЕП 2008. | [ 136 ] |
| 3. | 6. фебруар 2008.   | Стадион Лецигрунд, Цирих, Швајцарска                | Португалија   | 3 : 1 | 3 : 1    | Пријатељска               | [ 137 ] |
| 4. | 5. јун 2010.       | Стадион Женева, Женева, Швајцарска                  | Швајцарска    | 1 : 1 | 1 : 1    | Пријатељска               | [ 145 ] |
| 5. | 24. јун 2010.      | Кока-кола парк, Јоханезбург, Јужноафричка Република | Словачка      | 2 : 3 | 2 : 3    | СП 2010.                  | [ 146 ] |
| 6. | 7. септембар 2010. | Стадион Артемио Франки, Фиренца, Италија            | Фарска Острва | 4 : 0 | 5 : 0    | Квалификације за ЕП 2012. | [ 149 ] |
| 7. | 17. новембар 2010. | Стадио Вертези, Клагенфурт, Аустрија                | Румунија      | 1 : 1 | 1 : 1    | Пријатељска               | [ 135 ] |
| 8. | 26. март 2019.     | Стадион Енио Тардини, Парма, Италија                | Лихтенштајн   | 3 : 0 | 6 : 0    | Квалификације за EП 2020. | [ 158 ] |
| 9. | 26. март 2019.     | Стадион Енио Тардини, Парма, Италија                | Лихтенштајн   | 4 : 0 | 6 : 0    | Квалификације за EП 2020. | [ 158 ] |

## Успеси

### Клупски
Торино
- Серија Б (1) : 2000/01.

Јувентус
- Серија А (3) : 2011/12, 2012/13, 2013/14.
- Суперкуп Италије (2) : 2012, 2013.

### Индивидуални
- Гол године у Серији А: 2009,[166] 2019.[95]
- Награда за фер-плеј: 2017.[167]
- Награда Гаетано Сиреа: 2018.[168]
- Најбољи нападач Серије А: 2018/19.[96]
- Најбољи стрелац Серије А: 2018/19.[169]
- Тим сезоне Серије А: 2018/19.[95]